# Isla Leones
No confundir con Isla de los Leones
La isla Leones es la mayor isla de un grupo conformado también por la isla Buque, el islote Sudoeste, y el islote Rojo. Es una isla marítima rocosa de la Patagonia argentina que se halla a 1 km de la costa del Departamento Florentino Ameghino en el sudeste de la Provincia del Chubut. Sus medidas máximas son 3 kilómetros de longitud en sentido este-oeste y 2,2 kilómetros de ancho máximo en sentido norte-sur. Presenta una forma irregular con el eje mayor en sentido noreste-sudoeste. Posee una altura máxima de 80 m s. n. m.; allí se sitúa el faro Isla Leones, construido por la Armada Argentina en 1917. En su extremo sudeste posee una pronunciada saliente que en grandes marejadas se transforma en un islote; tal saliente es la península Lanaud.

## Características
Se ubica en el sector norte del golfo San Jorge en el mar Argentino. La isla está deshabitada y tiene unas 2 millas náuticas de largo y 1,5 millas náuticas de ancho.
La isla Leones forma parte de un pequeño archipiélago ubicado en el extremo norte del golfo San Jorge, que también integran la isla Península Lanaud, el islote Rojo, así como otros islotes y rocas menores.
Se trata de una isla rocosa que presenta restingas en sus costas. También, existen colonias de cría de cormorán imperial (Phalacrocorax atriceps) y cormorán de cuello negro (Phalacrocorax magellanicus); así como de gaviotas australes (Larus scoresbii) y cocineras (Larus dominicanus). También existe una importante colonia de nidificación de pingüinos de Magallanes (Spheniscus magellanicus), donde se han contabilizado 5.460 parejas reproductivas a fines de la década de 1990
El 26 de febrero de 1535: el navegante Simón de Alcazaba y Sotomayor tomó posesión de esta isla y del territorio circundante en nombre de la Corona española luego del año 1810 pasó a la soberanía argentina por el principio de uti possidetis.
Fue denominada isla Barela por la expedición de los sacerdotes Quiroga y Cardiel entre 1745 y 1746, recibiendo su nombre actual en 1780.
En 1917 la Armada Argentina instaló en la parte más alta de la isla un faro. El mismo cuenta con la particularidad de 11 lados y 11 metros, desde el suelo hacia la cúpula, que fue realizada en Francia. El faro era muy importante para la época, ya que emitía destellos de luz cada 10 segundos y tenía un alcance de 51 kilómetros. Desde lo alto del faro se observa la bahía Camarones donde en el siglo XVI llegaron los españoles, una lobería de una isla vecina, y muchas aves marinas y otras especies de animales que varían según la época: se pueden ver toninas, ballenas y elefantes marinos
En 2008 se creó el Parque Interjurisdiccional Marino Costero Patagonia Austral, el cual incluye a la isla Leones.

## Acceso y turismo
Para acceder a la isla se debe ingresar por el portal Isla Leones del Parque Patagonia Azul, pasando por el Campin Cañadón del Sauce, y se llega hasta bahía Arrendondo.
También es posible acceder a la isla mediante navegación desde Caleta Sara, o bien a pie y por la línea de costa, hasta el sitio ubicado frente a la isla denominado Cabo de Matas, desde donde se puede tener una vista panorámica. El acceso directo está cerrado, incluso incumpliendo la Ley 4188 de 1996 de Chubut, a causa de la clausura por decisión de los dueños de campos lindantes, del camino de acceso al Faro San Gregorio.
Una vez alcanzada la costa se debe pagar un servicio de excursiones que demanda entre 6 y 8 horas de recorrido. El viaje incluye el paso por distintos islotes y avistamiento todo tipo de fauna marina hasta llegar a isla. Una vez en el punto se realiza un trekking guiado donde se relata la historia del lugar, y se arriba a la mítica casa-faro.
En 2021, los nadadores del grupo Domadores del Marqués: Juan Manuel Diez Tetamanti, Victor Bonzano y Andrés Moreno y  completaron una travesía de 20 kilómetros a pie y 8 kilómetros nadando, atravesando el canal de Leones durante la estoa. La travesía marcó el primer cruce a nado sin asistencia realizado a la isla.